# Mitologia celtica

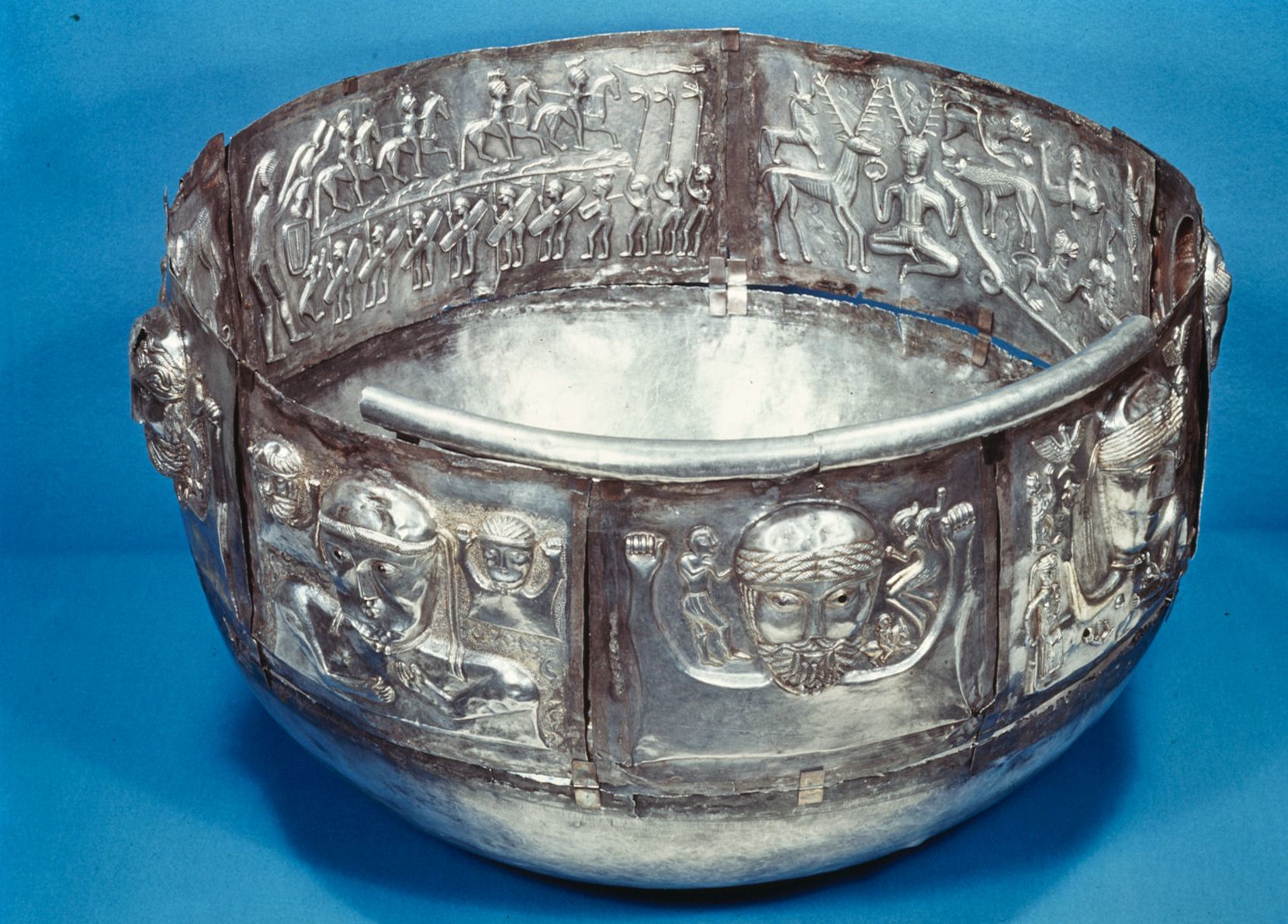
Il Calderone di Gundestrup, manufatto celtico della fine del II secolo a.C. conservato presso il Museo Nazionale di Copenaghen.

La mitologia celtica è l'insieme dei miti, delle saghe e delle credenze religiose diffuse tra le popolazioni di lingua celtica (chiamate, nel loro insieme, Celti) durante l'Età del ferro.
Come altri popoli indoeuropei, i primi Celti mantennero una mitologia e una struttura religiosa politeistica. La mitologia delle popolazioni celtiche a diretto contatto con l'espansione dell'Impero romano, come Galli e Celtiberi, scomparve, assorbita dalla mitologia romana poi soppiantata dal cristianesimo ma anche in funzione della perdita della lingua indigena. È principalmente attraverso fonti contemporanee romane e cristiane che la mitologia dei Celti "continentali" è stata preservata. I popoli celtici che mantennero identità politiche o linguistiche, come i Gaeli in Irlanda e Scozia, i Gallesi e i Britanni (sia in Gran Bretagna Meridionale sia in Bretagna), lasciarono invece vestigia delle loro mitologie ancestrali che furono messe in forma scritta durante il Medioevo.

## Considerazioni preliminari: un problema di fonti

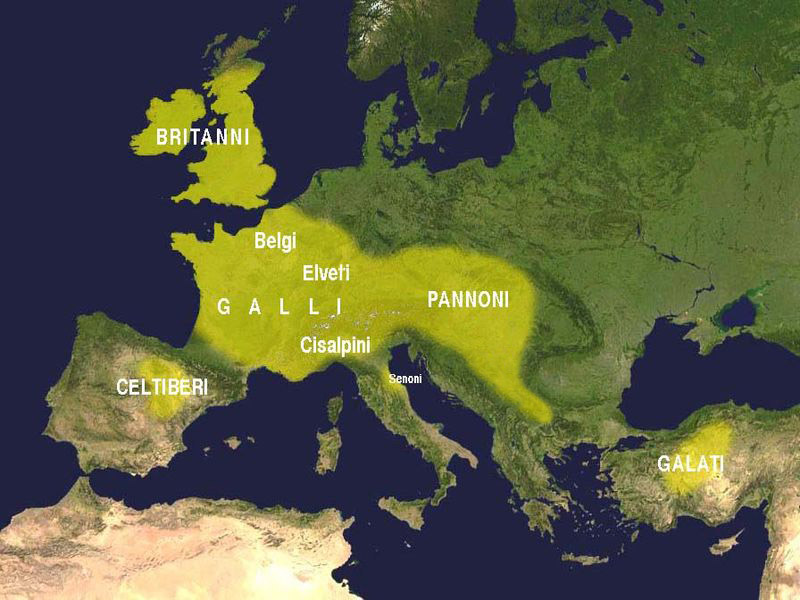
La diffusione dei Celti in Europa all'epoca dell'apogeo della loro civiltà (III secolo a.C.)

Sebbene il mondo celtico, al suo apice (III secolo a.C.), coprisse gran parte dell'Europa occidentale e centrale, non era politicamente unificato né vi era alcuna fonte centrale sostanziale d'influenza o omogeneità culturale. L'antica religione celtica era dunque caratterizzata dalla presenza di molte varianti locali seppur taluni caratteri comuni siano talmente evidenti (es. il culto del dio Lúg/Lugus) da giustificare la tesi di una «omogeneità religiosa di base» dei popoli celtici. Ci sono pervenute testimonianze, fondamentalmente iscrizioni, di oltre trecento divinità, spesso identificate con le loro controparti romane, ma di queste la maggior parte sembra essere stata genii locorum, cioè divinità locali o tribali, e poche erano ampiamente adorate. Tuttavia, da ciò che è sopravvissuto della mitologia celtica, è possibile discernere punti in comune che suggeriscono un pantheon più unificato di quanto spesso si creda. La natura e le funzioni degli dèi celtici possono poi essere dedotte dai loro nomi, dalla posizione delle loro iscrizioni, dalla loro iconografia, dagli dèi romani (o altre figure) a cui sono equiparati, ecc.
Le celtiche Matronae sono l'incarnazione della maternità. Nelle figurazioni non compaiono mai sole, ma sempre in gruppo e formano quasi sempre una triade. Esse rappresentano un complesso insieme di forze positive ornate di spighe e frutti a simbolo di una perenne fruttuosità. Non appartengono al pantheon ufficiale, ma rappresentano precise realtà locali o sociali, il loro culto è legato ad un'idea di fiducia gratuita. Prima di esistere nella religione celtica, appartenevano già ai culti indoeuropei.
Le popolazioni celtiche praticavano la scrittura (ci sono pervenute testimonianze celtiche scritte in lingua etrusca e Greco antico oltre che con l'alfabeto ogamico precipuo dei Celti) ma la ricostruzione della loro religione presenta notevoli difficoltà d'ordine storico-documentario perché essi facevano uso della scrittura solo a fini pratici: dediche alle divinità, iscrizioni funebri, marchi di proprietà, financo censimenti. Il patrimonio religioso veniva tramandato solo per via orale e i suoi creatori erano i Druidi (latinizzazione della parola dru-wid-es, lett. "molto istruiti"), la classe dirigente sacerdotale cui competevano l'adempimento di riti di culto (anche il sacrificio umano), l'interpretazione degli auspici, la conservazione e la trasmissione del sapere tradizionale, la presidenza delle assemblee religiose, l'arbitrato nelle controversie tra tribù e l'amministrazione della giustizia civile e criminale (in particolare nei casi di assassinio). I riti druidici sono però ad oggi poco conosciuti, anche se i sacrifici umani descritti da Cesare sembrano avere avuto una rilevanza abbastanza ridotta. Plinio il Giovane ci descrive un culto arboreo collegato ad elementi astronomici: la raccolta del vischio che cresceva sulle querce, i cui boschi erano sacri per i druidi. Il sacerdote vestito di bianco saliva su un albero e tagliava il vischio con un falcetto d'oro nel sesto giorno della luna nuova. Seguiva il sacrificio di due tori bianchi tra canti religiosi. È ipotesi ormai assodata quella del legame tra il culto druidico e i megaliti, in particolare i menhir. I druidi avevano conoscenze astronomiche testimoniate dal misterioso sito di Stonehenge, interpretato come un antichissimo calendario celeste in grado di prevedere cicli stagionali ed eclissi in base all'incidenza dei raggi solari tra i monoliti.
La mitologia celtica è un corpus composto da sottogruppi distinti che si ramificano al pari delle lingue celtiche:
- mitologia dell'antica religione celtica, conosciuta principalmente attraverso fonti archeologiche e legata ai popoli celtici prettamente europei;
- mitologia nelle lingue goideliche, rappresentata principalmente dalla mitologia irlandese[10] (condivisa anche con la mitologia scozzese):
- mitologia nelle lingue brittoniche (mitologia gallese, mitologia della Cornovaglia e mitologia bretone)

Per i miti dell'antica religione celtica e la mitologia bretone, ci si deve rifare alle "Fonti continentali", mentre il corpus più tardo delle "Fonti insulari" comprende la mitologia goidelica e quella brittonica insulare.

### Fonti continentali

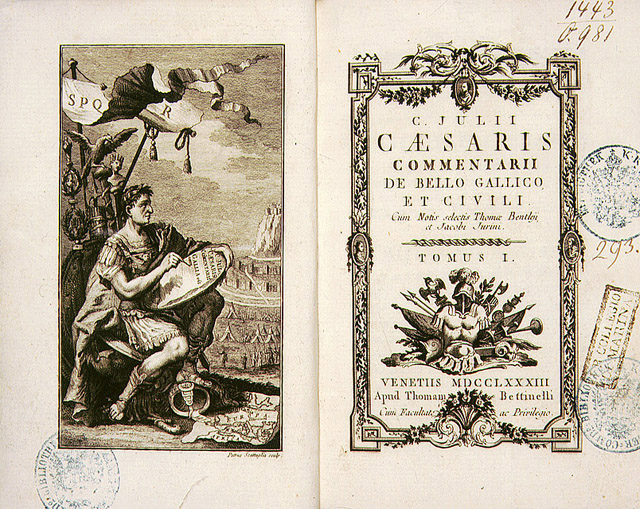
Il De bello Gallico di Cesare in un'edizione del 1783.

Le principali fonti d'informazione sulla religione ed i miti dei Celti residenti nell'Europa Continentale (fond. Belgi, Celtiberi, Galli, Galati e Pannoni) sono la Storia greca e la Storia romana ma con tutti i limiti insuperabili del pregiudizio classicocentrico che mette in risalto i particolari barbarici della religione celtica o quegli elementi che la differenziavano dal paganesimo greco-romano. Nessun testo pervenutoci, comunque, tratta sistematicamente ed organicamente la mitologia celtica. Lo studioso Barry Cunliffe ha osservato che "i testi greci e romani forniscono una serie di osservazioni pertinenti ma queste sono nella migliore delle ipotesi aneddotiche, offerte in gran parte come sfondo colorito da scrittori la cui prima intenzione era quella di comunicare altri messaggi".
La maggior parte delle informazioni derivano, in primis, da Cesare che, quando guidava gli eserciti conquistatori della Repubblica Romana contro la Gallia Transalpina (Commentarii de bello Gallico), fece varie descrizioni degli indigeni, sebbene alcune delle sue affermazioni, come quella che i Druidi praticassero sacrifici umani bruciando persone in uomini di vimini, sono tutt'oggi smentite da parte degli studiosi moderni. Le altre grandi fonti greco-romane sui Celti ed i loro costumi sono Diodoro Siculo (Bibliotheca historica), Strabone (Geografia), Pomponio Mela (De chorographia), Lucano (Pharsalia) e Plinio il Vecchio (Naturalis historia).
Per quanto riguarda il pantheon della Gallia, le fonti disponibili sono rare e fragili. Non sappiamo quasi nulla degli dèi gallici, anche se è certo che avevano una mitologia elaborata almeno quanto quella poi riportataci dai miti irlandesi. Il poco che sappiamo lo dobbiamo principalmente a Lucano e Cesare ed in minor misura a Plinio e Tertulliano. Queste informazioni sono però grandemente distorte dalla c.d. Interpretatio graeca (o Interpretatio romana a seconda dei casi) che cerca sistematicamente un equivalente greco/romano degli dèi gallici. I due pantheon sembrano però in gran parte incompatibili e anzi le qualità degli dèi gallici sembrano molto fluttuanti e comunque molto più soggette a variazioni regionali rispetto agli dei romani.
Oltre ai testi latini, i resti archeologici (bassorilievi, statue, monete) e la toponomastica ci permettono di conoscere un po' di più individuando i luoghi di culto, veri o presunti che siano. Così Lùg, dio comunque centrale tra tutti i Celti, non è attestato da alcun testo latino ma il suo culto è confermato dalla toponomastica, in particolare dai nomi di Lyon, Laon o Loudun, dal gallico *Lug(u)-dunon (lett. "Fortezza di Lùg") poi latinizzato in Lugdunum.

### Fonti insulari

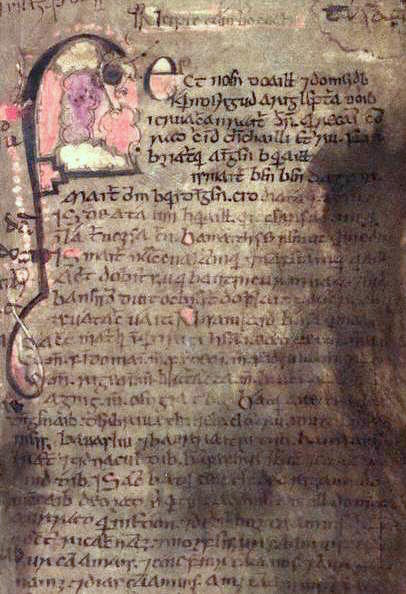
Folio 53 del "Libro di Leinster", una delle fonti primarie del testo mitologico irlandese Lebor Gabála Érenn - Dublino, TCD, MS 1339 (olim MS H 2.18)

Le Isole britanniche fornirono, a partire dal VII e fino al XV secolo, un corpus più recente ma più ricco di fonti sui miti celtici, capace di confermare e completare le informazioni fornite dai testi classici e dalle prove archeologiche. La parte del leone la gioca la mitologia irlandese, i cui miti e poemi, prima tramandati oralmente come in tutta la koinè celtica, vennero trascritti dagli amanuensi al principio dell'era cristiana. Queste fonti letterarie sono costituite da quattro gruppi principali:
- il "ciclo mitologico", il cui testo principale è il Cath Maige Tuireadh ("Battaglia di Mag Tured"), incentrato sulla lotta tra gli dei Tuatha Dé Danann e i Fir Bolg prima (prima battaglia di Mag Tuired) e i Fomori poi (seconda battaglia di Mag Tuired). Altri testi importanti sono il Tochmarc Étaíne (lett. "Il corteggiamento di Étaín") e "Il viaggio di Bran" (Immram Brain);
- il "ciclo dell'Ulster" che descrive gli eroi e i re dell'Irlanda protostorica e il consueto intervento degli dei. La storia più importante è il Táin Bó Cúailnge ("Razzia delle vacche di Cooley") che racconta l'invasione dell'Ulster da parte della regina Medb e le gesta dell'eroe-semidio Cúchulainn;
- Il "ciclo feniano" è dedicato alle avventure dei Fianna capitanati dall'eroe Fionn mac Cumhaill e da suo figlio Oisin;
- il "ciclo dei re" o "ciclo storico" chiude l'epoca eroica dell'Irlanda mitologica e protostorica proiettandola nella cronaca storica. Il testo più importante è il Lebor Gabála Érenn ("Libro delle conquiste d'Irlanda") che riporta la cronaca delle invasioni dell'Irlanda (spec. quella dei Tuatha Dé Danann), dal Diluvio universale all'arrivo dei mitici antenati dei Gaeli (v.si sezione "Popoli" del Lebor Gabála Érenn).

I testi della mitologia gallese sono più cristianizzati e con elementi mitologici molto meno evidenti rispetto ai testi irlandesi. Il più importante è il Mabinogion o "I quattro rami di Mabinogi" dai quattro racconti che lo compongono: la storia di Pwyll, principe di Dyved; quella di Branwen; quella di Manawydan figlio di Llyr e quella di Math fab Mathonwy. Ci sono poi i c.d. "Cinque racconti" e cioè: Il sogno di Macsen Wledig, Lludd e Llefelys, Culhwch e Olwen, Il Sogno di Rhonabwy e il Libro di Taliesin. In questo corpus, la patina cristiana stesa dagli amanuensi è, come detto, molto più pesante ed il sostrato celtico originale è di più complessa analisi da parte dello studioso.

## Mitologia gallica

### La ricostruzione delpantheongallico: prove documentali e reperti archeologici
I Celti delle Gallie adoravano diverse divinità di cui si conosce oggi spesso poco più del nome. Esistevano alcune divinità pangalliche (prob. panceltiche) ma verosimilmente ogni tribù aveva le proprie divinità protettrici per la tribù, i villaggi, i corsi d'acqua, ecc.
Gli scrittori classici ci hanno tramandato informazioni utili a delineare il pantheon gallico:
- Cesare elenca le principali divinità galliche nel De bello Gallico, facendone però una sua arbitraria interpretatio romana e senza riportarne i nomi celtici: secondo lui, i Galli adoravano soprattutto Mercurio ed in seconda battuta Apollo, Marte, Giove e Minerva[17]; oltre a questi cinque, Cesare menziona anche il dio dell'oltretomba Dis Pater, da cui i celti discenderebbero[18][19]. Secondo molti commentatori, il Mercurio gallico è equiparabile al dio gallico Lugus (Lúg)[20]; tuttavia, secondo altri, Apollo corrisponderebbe al dio Lúg, Mercurio a Manannan mac Lir, Giove al Dagda, Marte a Neit, e Minerva a Brigid[21]; altri ancora sono scettici rispetto al tracciare una corrispondenza esatta tra le divinità del pantheon gallico e gli dèi romani[22];
- Lucano, rispetto a Cesare, riporta i nomi gallici delle divinità ed identifica una trinità celtica composta da Taranis, dio del tuono, Toutatis, dio della guerra, ed Esus, anche se c'è scarsa evidenza al di là di questo autore del fatto che questi fossero effettivamente gli dèi principali dei Celti;
- Altri autori riportano stralci di strane leggende: Luciano di Samosata riporta il mito del dio Ogmios che guida un gruppo d'uomini incatenati dalle orecchie alla sua lingua come simbolo della forza della sua eloquenza; ecc.

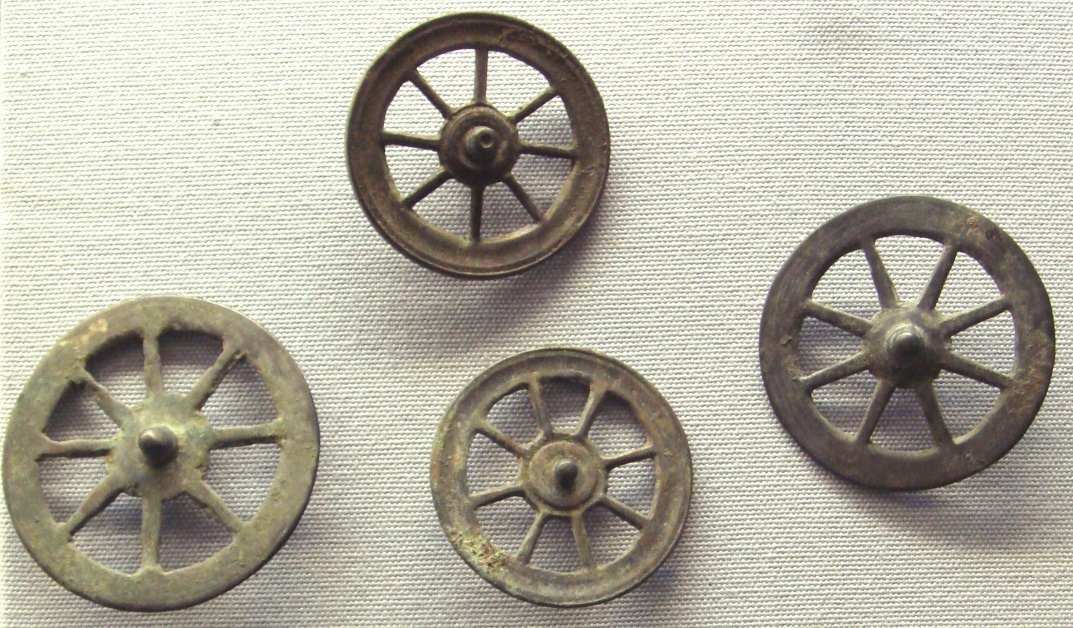
Ruote votive galliche del culto di Taranis, ritrovate a migliaia nella Gallia Belgica - 50 a.C.-50 d.C. - Museo archeologico nazionale francese.

Nel corso degli anni, l'archeologia ha integrato le fonti scritte, aiutandoci a meglio comprendere e studiare il pantehon delle Gallie.
Un certo numero d'oggetti d'arte (sculture, statue, monili, altari) e monete ci riportano scene di miti perduti, come le rappresentazioni del Tarvos Trigaranus o di un Giove equestre che sormonta l'Anguipede (una figura umana con le gambe di serpente). Anche il Calderone di Gundestrup è stato analizzato per derivarne informazioni mitologiche. Sono state rinvenute effigi di divinità identificate da una dedica ed altre ignote. Tra queste, figurano un dio a tre teste o tre facce, un dio accovacciato, un dio con un serpente, un dio con una ruota e un cavaliere con un gigante inginocchiato. Alcune di queste immagini sono state rinvenute nelle torbiere britanniche e datate alla tarda Età del bronzo: manufatti chiaramente pre-romani (fors'anche pre-celtici). La distribuzione dei reperti è stata mappata e mostra un modello di concentrazione centrale di un'immagine insieme a un'ampia dispersione che indica che queste immagini erano molto probabilmente precipue di tribù specifiche e sono state distribuite da un punto centrale di concentrazione tribale verso l'esterno lungo linee commerciali. L'immagine del dio a tre teste ha una concentrazione centrale nel territorio dei Belgi, tra i fiumi Oise, la Marna e la Mosella. Il cavaliere con il gigante inginocchiato è centrato su entrambi i lati del Reno. Questi esempi sembrano indicare le preferenze regionali di un lotto d'immagini d'uso comune tra le varie genti galliche.

### Divinità pangalliche o panceltiche

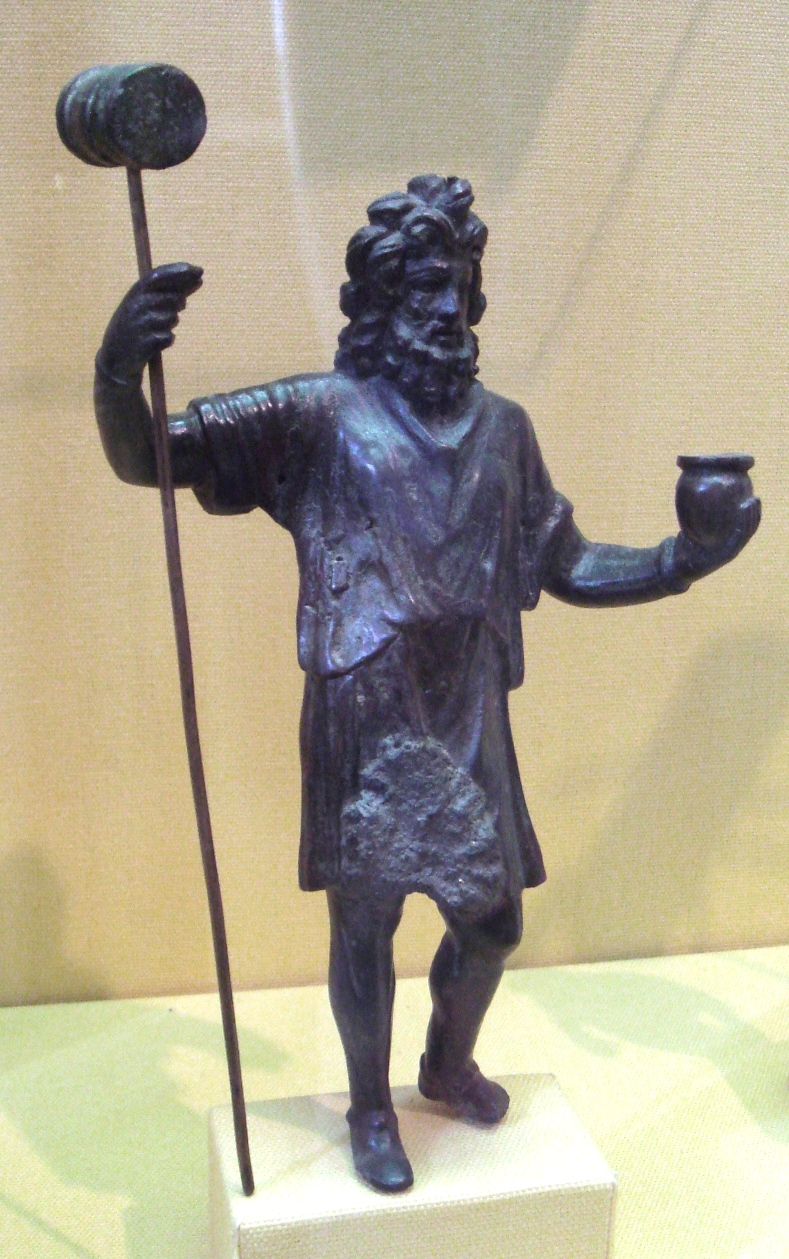
Statuetta gallo-romana della divinità celtica Sucellos, equivalente del Dagda irlandese.

La trinità gallica identificata da Lucano (Taranis-Toutatis-Esus) non ha ruoli chiaramente definiti: le caratteristiche degli dèi sono spesso intercambiabili a seconda della regione.
- Toutatis, anche Teutates, Totiourix o Teutanus, (forse dal proto-celtico *thuata, "tribù", o *tato, "padre"), assimilato da Lucano a volte a Mercurio, a volte a Marte. Toutatis sarebbe forse il Dis Pater di cui parla Cesare[18] ma nulla lo dimostra esplicitamente. A volte è considerato schematicamente come il dio del cielo.
- Taranis (forse dal gallico taran, "tuono"[26], dio del tuono ma anche divinità solare e dio del cielo. I suoi attributi indicano che è anche dio della guerra, dio del fuoco e dio dei morti.
- Esus, il dio artigiano, dio del viaggio, protettore dei commercianti, disboscatore e falegname.
- Lugus/Lúg (forse dal proto-indoeuropeo *leuk, lett. "leggero"). Dio pan-celtico non attestato in Gallia ma il cui culto è ritenuto probabile in base alla toponomastica: Lione, Laon, Lugdunum, ecc.[3][4][14] Si è spesso pensato che il Mercurio di cui parla Cesare fosse Lúg ma Mercurio è anche associato a Toutatis ed Esus.[21]
- Sucellos, dio della mazza (che uccide e resuscita) e del barilotto (simbolo di prosperità), è l'equivalente del Dagda irlandese che possiede talismani (mazza e calderone) con funzioni similari. Dio delle foreste e dell'agricoltura.

### Divinità totemiche
Il termine "totemico" è inteso come "con attributi animali". I Celti non adoravano divinità metà uomini e metà bestie: gli attributi animali servivano per enfatizzare un aspetto simbolico del dio. Il totemismo, inoltre, non è indoeuropeo e si connatura come legato ad un sostrato preceltico integrato nel pantheon gallico.
- Cernunnos, il dio-cervo (quindi la versione celtica del "Dio Cornuto"), probabilmente il grande dio primordiale, dio della natura e delle foreste, dio della fertilità, è anche il dio solare che forma con la dea Dana (la dea madre, la luna) la coppia che ha dato vita a tutte le divinità celtiche.
- Epona (dal gallico epos, "cavallo"[26]), dèa protettrice dei cavalli, attestata oltre che in Gallia anche nell'attuale Bulgaria e nelle Isole britanniche.[27]
- Damona (dal gallico damos, "vacca"[28]), dèa delle fonti. Diverse divinità appaiono come sue consorti: Borvo, Albius e Moritasgus.

### Altre divinità galliche
- Sebbene Taranis sia raffigurato con il simbolo della ruota solare, Cesare associa il sole a diverse divinità locali: Bélénos (lett. "colui che risplende") nei Vosgi, Grannus in Renania.
- Borvo, il dio del fuoco sotterraneo e delle sorgenti gorgoglianti. Nella forma Bormanus il suo nome è associato alla consorte Bormana (forse Damona)
- Ogmios, assimilato dai romani a Ercole, è l'equivalente del Ogme/Ogma irlandese.
- Belisama ("Brillante") è la principale divinità femminile. Dèa del fuoco, è assimilata alla greca Estia.
- Maponos, dio della forza e del vigore.
- Nisien ed Efnisien, divinità gemelle attestate nel Mabinogion gallese ma che dovevano essere esistite in Gallia 1500 anni prima con altri nomi che non ci sono pervenuti, perché gli autori latini indicano l'esistenza, secondo interpretatio romana, di luoghi di culto di Castore e Polluce. Questi dèi potrebbero avere la stessa origine indoeuropea dei Dioscuri e degli Ashvin.

### Divinità neolitiche/preceltiche
Il sostrato mitologico/religioso preceltico, oltre che nel totemismo, rinviene nella pratica di un forte animismo locale tra i Galli che associano una dea a un fiume o a una sorgente, ecc. Troviamo così Abnoba e Arduinna, dee delle foreste (l'ultima ha dato il nome alle Ardenne), Damona, Dunisia, Niskae, Ilixo, Lugovius, Ivaos, Moritasgus, Nemausus, Arausio, Vasio, divinità delle fonti. Queste divinità sono spesso all'origine dei nomi delle città: Nîmes (Nemausus), Bagnères de Luchon (Ilixo), Luxeuil les Bains (Lugovius), Évaux les Bains (Ivaos), Orange (Arausio), Vaison la Romaine (Vasio), Bourbonne-les-Bains (Bormana/Damona). Allo stesso modo, in vari luoghi (spec. nei Pirenei) sono menzionati dèi-albero: il dio-faggio, il dio quercia, il dio-melo, ecc.
Un'altra probabile influenza del substrato neolitico rinvie dal fatto che gli dèi gallici generalmente non hanno consorti, a meno che un sincretismo gallo-romano non li abbia influenzati: es. Maïa, Nemetona, Bormana, ecc.

## Mitologia irlandese
Mentre le società celtiche continentali e, in misura minore, della Gran Bretagna si erano evolute a contatto con la civiltà romana, l'Irlanda, protetta dalla sua insularità, non era stata invasa né occupata. Fu solo nel V secolo, per opera di un britto-romano di nome Maewyn Succat, poi passato alla storia come San Patrizio, che il cristianesimo iniziò a diffondersi significativamente nella Verde Isola, parte eliminando e parte assorbendo la vecchia religione e la vecchia cultura. In questo contesto, la tradizione mitologica celtica d'Irlanda fu messa per iscritto, preservando molte delle sue peculiarità.
Il Ciclo mitologico è quello che comprende le storie sulle più arcaiche divinità d'Irlanda e sulle origini stesse del popolo ibernico ma dei quattro cicli irlandesi è purtroppo il meno ben conservato. Da un punto di vista critico, fondamentale in questo corpus è il Lebor Gabála Érenn (it. "Libro delle conquiste d'Irlanda") che contiene informazioni utili ad incasellare ed interpretare le informazioni relative ai popoli non-umani che avrebbero abitato la Verde Isola nel periodo preistorico e protostorico.

### La storia delle invasioni "mitiche" dell'Irlanda: ilLebor Gabála Érenn
Scritto per la prima volta nel VII secolo, il Lebor Gabála Érenn registra la successione delle "invasioni mitiche" dell'isola, sin dai tempi del Diluvio. È «un mito fondante, una spiegazione della natura dell'Irlanda e della presenza dei Celti». Il riferimento biblico al Diluvio è un'aggiunta tardiva degli amanuensi che hanno trascritto il racconto orale originale. Di tutti i popoli, solo gli ultimi arrivati sono umani, succedendo così nel possesso dell'isola a stirpi divine.
- Il popolo di Cessair: figlia di Bith e nipote di Noè, Cesair non fu ammessa nell'Arca e si stabilì in Irlanda 50 giorni prima del diluvio con cinquanta donne e tre uomini.
- Il popolo di Partholón, figlio di Sera e Baath, che giunse dalla Grecia 278 anni dopo il Diluvio, attraverso la Danimarca e la Scozia, sbarcando in Irlanda il giorno di Beltaine. Furono gli inventori dell'agricoltura, dell'allevamento, della caccia e della pesca.[32]
- I Fomori, soprannominati i "Giganti del Mare", sono esseri deformi e orribili. Nemici di tutti i successivi occupanti dell'isola, «rappresentano essenzialmente le forze demoniache, infernali e oscure»[33] e sono imparentati con le principali divinità del Tuatha Dé Danann[34].
- Il popolo di Nemed o  "Popolo dei cervi" che è costretto a stanziarsi nel Munster dopo essere stato sconfitto dai Formori.
- I Fir Bolg che arrivarono in tre gruppi: i Fir Bolg dal Belgio; i Fir Domnain dalla terra insulare chiamata "Domnonée"; e la stirpe di Galiain. Sono responsabili dell'introduzione della regalità e della divisione dell'Irlanda in cinque regni: Ulster, Leinster, Munster, Connaught (corrispondenti ai punti cardinali) e Meath[35].
- I Tuatha Dé Danann che sconfiggono i Fir Bolg nella Prima Battaglia di Mag Tured (Cét-chath Maige Tuired) e poi sconfiggono i redivivi Fomori nella Seconda Battaglia di Mag Tured (Cath Dédenach Maige Tuired).
- I Milesi, cioè i celti di lingua goidelica, i primi umani sbarcati sull'isola. Provenienti dalla Spagna, arrivano in Irlanda nel giorno di Beltaine ed ingaggiano una lunga guerra con i Tuatha Dé Danann che alla fine cedono loro l'isola e si rifugiano nel Sidh.

### I Tuatha Dé Danann
I Tuatha Dé Danann (it. "Tribù della dèa Danu"), sesto popolo colonizzatore dell'Irlanda, vanno identificati con gli dèi adorati dagli stessi Gaeli, opportunamente evemerizzati e collocati in un contesto storico a opera dei cronisti medievali. Discendenti dalla dèa-madre Danu, giunsero dalle Quattro isole a nord del mondo (Findias , Gorias, Murias, Fálias) portandosi appresso mitici tesori: la spada di Núada; la lancia che poi fu data a Lúg; il calderone del Dagda; e la Lia Fáil, la "Pietra del Destino", che emetteva un grido se veniva calpestata da un legittimo Re Supremo d'Irlanda. Sbarcarono in Irlanda il giorno di Beltaine guidati da quattro druidi (Morfessa, Esras, Uiscias e Semias) e strapparono l'isola ai Fir Bolg, poi la difesero dai Fomori ed alla fine la cedettero agli uomini.
Gli dèi più importanti erano:
- Lúg. Soprannominato Samildanach (it. "Politecnico") o Lamfada (it. "dal braccio lungo"), padroneggia tutte le arti e tutte le tecniche, possiede i poteri di tutti gli altri dèi. È il figlio di Cian ed Eithne ma è anche imparentato con i Formori attraverso il nonno materno, Balor. È associato alla festa religiosa di Lugnasad.
- Dagda è il dio-druido (e quindi il dio dei druidi), il cui teonimo significa "buon dio" o "molto divino"[36]. Domina il tempo, l'eternità e gli elementi ma è anche un potente guerriero. Ha un lato paterno e fecondo. A volte è descritto come un gigante orribile e un orco osceno. I suoi accoppiamenti con le dee sono numerosi. È il padre di Brigid e il fratello di Ogma.
- Ogma (il gallico Ogmios) è il dio della magia guerriera, con il potere di paralizzare i suoi nemici. È anche l'inventore della scrittura e degli Ogham. È descritto come un vecchio la cui catena che pende dalla lingua lo collega agli uomini. Durante la battaglia di Mag Tuireadh, la sua abilità guerriera pesa per un terzo sull'esito vittorioso dello scontro.
- Núada è il "re" del popolo della dea Dana, la personificazione di regalità e sovranità. Mutilato del braccio destro, invalidità discriminatoria per l'esercizio della regalità, dovrà cedere il posto a Bres dei Fomori il cui regno sarà però di breve durata. Dian Cecht, il dio medico, gli fece una protesi d'argento che gli permise di riconquistare la sovranità.
- Brigid è la dèa-madre, la grande dèa il cui teonimo significa "molto alto", "molto elevato". Associata alla festa di Imbolc, i suoi campi sono le arti, la guerra, la magia e la medicina. È la patrona dei druidi, dei bardi (poeti), dei vati (divinazione e medicina) e dei fabbri. L'importanza del suo culto precede l'omonima santa cattolica.
- Étaín è la figlia di Dian Cecht (o Riangabair secondo alcune fonti), la moglie del re Eochaid Airem sulla terra e il dio Midir negli Inferi.
- Ethniu rappresenta la femminilità divina ed inpersonifica l'Irlanda stessa. Figlia di Delbaeth (il caos primordiale), è la moglie di Lúg.
- Boann, divinità protettrice del fiume Boyne, rappresenta la prosperità, il suo teonimo significa "vacca bianca", come la gallica Damona. Moglie di Elcmar, fratello del Dagda, dalla sua relazione con il cognato nascerà Aengus.
- Mórrígan, moglie del Dagda, è una divinità guerriera: l'aspetto guerriero della sovranità. Presente sul campo di battaglia, può manifestarsi sotto diversi aspetti, spesso sotto forma di un corvo o di una cornacchia.

### Gli eroi

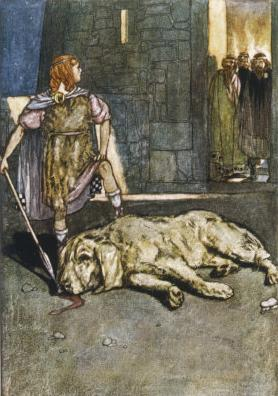
Cú Chulainn uccide il segugio di Culain, nell'edizione per ragazzi (1904) di Eleanor Hull e illustrato da Stephen Reid.

Se il Ciclo mitologico rappresenta l'Età dell'oro dell'Irlanda, il Ciclo dell'Ulster ne rappresenta l'Età degli eroi.

L'opera, vero e proprio perno della mitologia irlandese, risale all'inizio dell'era cristiana. La maggior parte delle vicende è ambientata tra l'Ulster ed il Connacht. Consiste in un gruppo di storie eroiche imperniate sulle vite di re Conchobar mac Nessa e del suo campione, Cúchulainn: i loro amori e odi, i loro amici e nemici (fond. la regina Medb). Protagonisti delle vicende sono gli Ulaid, il popolo dell'Irlanda nord-orientale, mentre l'azione si concentra nella corte di Emain Macha (odierno Navan Fort) nella moderna Armagh. Gli Ulaid avevano stretti legami con le colonie irlandesi in Scozia e non a caso una parte dell'apprendistato di Cúchulainn si svolge proprio nel "paese di Alba", cioè in Scozia. Il ciclo comprende storie sulla nascita, l'infanzia e l'addestramento, le tragedie e le battaglie, i banchetti e le morti di questi eroi. La società dipinta in questi racconti è sostanzialmente quella dell'Età del Ferro pre-cristiana, anche se filtrata attraverso la prospettiva cristiana dei suoi autori medievali, e contiene molti elementi e paralleli con la società dei celti d'Europa descritta dagli scrittori classici: i guerrieri combattono sui carri, prendono le teste dei nemici come trofei, contendono per avere la precedenza nei banchetti; re e regine hanno come consiglieri i druidi; i campioni si scontrano in singoli duelli nei guadi; i poeti hanno grande potere e grandi privilegi; la ricchezza è stimata nel bestiame posseduto; ecc. Nella narrazione, cupa e cruda, tornano alcuni dei personaggi divini del Ciclo mitologico ma gli indiscussi protagonisti della storia sono gli uomini e donne calati nelle loro specifiche esistenze, con precise coordinate spaziali e temporali.
Il Ciclo feniano segue cronologicamente il Ciclo dell'Ulster, collocandosi in una fase proto-storica dell'Irlanda perché legato alla figura del leggendario ma storicamente esistito Re Supremo d'Irlanda Cormac mac Airt (regno post-II secolo). Descrive le gesta dei Fianna, l'equivalente irlandese della Männerbund indoeuropea: un fian era tipicamente un uomo giovane, senza casa, spesso aristocratico senza eredità o esiliato che svernava presso la dimora d'un aristocratico ma d'estate (tra Beltaine e Samhain) era obbligato a predare per sopravvivere. La narrazione è incentrata sulla figura di Fionn mac Cumhaill, capo dei Fianna, e su suo figlio Oisin che è anche il narratore del ciclo (Ciclo Ossianico). L'epopea s'incentra sempre più sulle gesta e sui drammi dei personaggi umani. La società descritta si discosta molto poca da quella degli Ulaid (contro i quali Cormac mac Airt combatté spesso) La componente magica, pur forte, scivola dalla mitologia pura verso il folclore, accompagnando il mito irlandese nella vera e propria protostoria.
Parte dei doveri dei bardi medievali d'Irlanda ovvero dei poeti di corte era ricordare la storia della famiglia e la genealogia del re. Da qui, con legami più o meno forti con mitologia e storia, nacque il Ciclo storico, o meglio i Cicli, vista l'eterogeneità del materiale). I re di cui vi si narra vanno dal leggendario Labraid Loingsech, Re Supremo d'Irlanda verso il 431 a.C., al realmente esistito Brian Boru (941-1014), eroe della rivalsa gaelica contro gli invasori vichinghi.
Gli eroi principali della mitologia irlandese sono:
- Cú Chulainn, il "Campione dell'Ulster", è l'eroe più importante del ciclo omonimo e della mitologia irlandese in generale. Ha una doppia discendenza: a livello divino è figlio di Lúg ed Eithne; a livello umano è il risultato di un incontro nell'Altromondo del re Conchobar Mac Nessa e di sua sorella Deichtire. Il suo primo nome è Setanta ma è ribattezzato Cú Chulainn (it. "Cane di Culann") dal druido Cathbad perché, reo d'aver ucciso il Cú ("cane") del fabbro Culann, dovrà servirlo al posto dell'animale per pagare il suo debito. Quando viene preso da una furia bellicosa, il suo corpo si deforma, da qui il suo soprannome di "contorsionista". Muore vicino alla fortezza di Mag Murthemne dopo il Táin Bó Cúailnge, indebolito da tre streghe sulla strada per Midluachair e trafitto da un giavellotto lanciato da Lugaid.
- Fionn mac Cumhaill, capo dei Fianna.

## Mitologia gallese

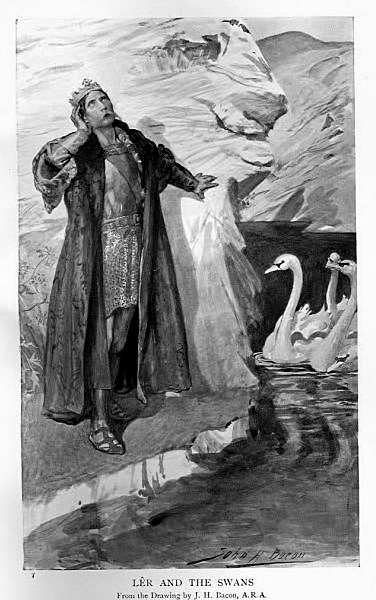
"Llŷr e il cigno" - ill. di HR Millar.

La mitologia gallese contiene ciò che resta della mitologia britannica pre-cristiana. È giunta fino ai nostri giorni in forme alterate attraverso manoscritti medievali gallesi come il "Libro bianco di Rhydderch" (Llyfr Gwyn Rhydderch), il "Libro rosso di Hergest" (Llyfr Coch Hergest), il "Libro di Aneirin" (Llyfr Aneirin) e il "Libro di Taliesin" (Llyfr Taliesin). Le storie narrate in prosa nel "Libro Rosso" e nel "Libro Bianco" compongono il c.d. Mabinogion. Anche poemi come il Cad Goddeu (it. "La battaglia degli alberi") e liste di memorie come le Triadi gallesi e i Tredici tesori della Britannia contengono materiale mitologico. Questi testi contengono anche le prime forme abbozzate del successivo Ciclo arturiano e la tradizionale storia della Britannia post-romana. Altre fonti includono la compilazione storica latina del IX secolo conosciuta come Historia Brittonum, la Historia Regum Britanniae, cronaca latina scritta da Goffredo di Monmouth (XII secolo) e anche folklore successivo come The Welsh Fairy Book di W. Jenkyn Thomas (1908).
I racconti gallesi contengono tradizioni che gli studiosi non hanno esitato a definire sciamaniche: le imprese di Cei che si trasformerà nel lugubre Sir Kay del ciclo arturiano; quelle del poeta-mago Taliesin che si vanta di possedere tutte le arti magiche d'Europa e Asia e che sarà il modello gallese di Mago Merlino; ecc. In generale però, rispetto al corpus irlandese, quello gallese ha riferimenti mitologici celtici più deboli. Riflessi importanti della mitologia britannica compaiono nel Mabinogion, specialmente nelle vicende dei personaggi Rhiannon, Teirnon e Brân il Benedetto (Bendigeidfran). Altri personaggi, con tutta probabilità, derivano da fonti mitologiche, e vari episodi, come l'apparizione di Arawn, Signore dell'Oltretomba, che cerca l'aiuto di un mortale nelle proprie faide, e la storia dell'eroe che non può essere ucciso tranne in circostanze apparentemente contraddittorie, richiamano miti comuni a tutti i popoli indoeuropei. Le storie dei figli di Llyr e dei figli di Dôn (la Dana irlandese) sono importanti per il corpus ma non primariamente mitologici. Ulteriori nomi e riferimenti mitologici compaiono al di fuori del Mabinogion, specialmente nel racconto di Culhwch e Olwen, dove troviamo, ad esempio, Mabon ap Modron e nelle c.d. "Triadi gallesi" (Trioedd Ynys Prydein).
Tutto sommato, non si conosce però abbastanza del contesto mitologico britannico per ricostruire una narrazione della creazione o un pantheon coerente di divinità britanniche. In effetti, sebbene ci sia molto in comune con il mito irlandese, potrebbe non esserci stata una tradizione mitologica britannica unificata di per sé. Qualunque sia la sua origine ultima, il materiale sopravvissuto è stato messo a servizio di capolavori letterari che affrontano le preoccupazioni culturali del Galles alto e tardo medievale.

## Mitologia bretone
La Bretagna ha conservato solo minuscole tracce della sua mitologia celtica originale che va distinta in mitologia vera e propria e «tracce che ne rimangono nel folclore bretone» e/o «detriti mitologici rimasti nel folclore bretone». L'esistenza di elementi realmente mitologici nel corpo delle tradizioni bretoni è stata a lungo considerata impossibile, anche a causa delle invenzioni e ricomposizioni dei celtisti e dei nazionalisti bretoni, e dell'oblio portato dalla cristianizzazione tanto che oggi «quasi tutto ciò che è leggendario in Bretagna» è cristianizzato. Tuttavia, elementi (in particolare riguardanti Merlino, il Tadig Kozh, l'Ankou e persino alcune caratteristiche attribuite a Sant'Anna) sono legati alla mitologia celtica bretone ed hanno punti in comune con la mitologia dell'Irlanda e del Galles. Un gran numero di elementi, come i Korrigan o Les Lavandières, appartengono però al folklore bretone e non alla mitologia celtica perché il folclore bretone (chiaramente cristianizzato e spesso privo di coerenza) è «ciò che resta del mito».

## Considerazioni conclusive: lo schema trifunzionale
Lo storico delle religioni, linguista e filologo Georges Dumézil (1898-1986), studiando i miti degli indoeuropei (v.si mitologia comparata), identificò uno schema ricorrente in cui le classi della società corrispondono a 3 funzioni specifiche:
- la funzione sacerdotale, legata al sacro e alla religione;
- la funzione guerriera, responsabile della difesa dell'intera società e base per l'evoluzione dell'aristocrazia; e
- la funzione produttrice (agricoltori, allevatori, artigiani e commercianti) il cui ruolo è provvedere ai bisogni materiali dell'intera società.

Questa teoria è stata ripresa e applicata ai miti celtici dagli studiosi (es. Le Roux e Guyonvarc'h) con interessanti risultati.
Già Cesare aveva osservato che «In tutta la Gallia, ci sono solo due classi di uomini che sono contati per qualcosa e che sono onorati; poiché la moltitudine ha poco più del rango di schiavi, non osando nulla da sé e non essendo ammessa a nessun consiglio. […] Delle due classi privilegiate, una è quella dei druidi, l'altra quella dei guerrieri», confermando quindi l'esistenza di una tripartizione nella società gallica. I testi irlandesi, a loro volta, confermano la complementarità del potere temporale del Druido e del potere politico del Re, tanto che «La regalità celtica viveva all'ombra e, per così dire, sotto la protezione del sacerdozio druidico».

### Lo schema trifunzionale nei Túatha Dé Danann
Le principali divinità dell'Irlanda hanno funzioni specifiche che corrispondono al modello di Dumézil:
- funzione sacerdotale: il Dagda, dio-druido;
- funzione guerriera: Ogme, dio della magia e della conoscenza guerriera e Nuada, che rappresenta la regalità;
- funzione produttrice: Goibniu il dio fabbro, Credne il dio bronzista e Luchta il dio falegname.

Dian Cecht, il dio-dottore, e Oengus compartecipano alle tre funzioni. Lúg, dio primordiale multifunzionale, è letteralmente un "fuoriclasse". Nel mito bretone, Geoffroy de Monmouth, nella Historia regum Britanniae, fa di Bruto, l'antenato dei britannici, un re che unisce tutte e tre le funzioni.

### Lo schema trifunzionale nei crimini di Matholwch
Il Mabinogi di Branwen ci descrive le malefatte di Matholwch, re d'Irlanda, reo di aver mancato contro ciascuna delle classi indoeuropee: la violazione del trattato di pace (natura giuridica) è un difetto che rientra nella prima funzione; la trappola tesa da Matholwch per massacrare i bretoni è una colpa contro l'etica della funzione guerriera; e la disgrazia di Branwen è un attacco alla funzione produttrice.

### Lo schema trifunzionale nelMabinogidi Math
- Funzione sacerdotale: Math e Gwydion.
- Funzione guerriera: Gilfaethwy e Eveydd.
- Funzione produttrice: Dylan Eil Ton e Llew Llaw Gyffes.[59]

### Esplicative
1. ↑  Fu per primo Cesare, VI, 14 ad osservare che i Druidi dei Galli conoscevano a memoria un gran numero di versi, a fronte di un pluridecennale apprendistato, la cui materia non doveva essere oggetto di scrittura: «Magnum ibi numerum versuum ediscere dicuntur. Itaque annos nonnulli vicenos in disciplina permanent. Neque fas esse existimant ea litteris mandare [...]».
2. ↑  Green 1986, p. 40 arrivò a teorizzare che i primi amanuensi coinvolti nella stesura dei testi irlandesi potessero essere dei druidi convertitisi al cristianesimo o comunque dei monaci in contatto diretto con l'antica classe sacerdotale irlandese pre-cristiana.
3. ↑  La maggior parte di questi testi è oggi nota grazie al lavoro di traduzione e pubblicazione in lingua inglese effettuato da lady Charlotte Bertie (1812-1895) che, tra le altre cose, codificò il nome stesso Mabinogion raccogliendo in un corpus quelli che erano testi sparsi nelle fonti scritte gallesi medievali.

### Bibliografiche
1. ↑  Cunliffe 1997, pp. 183 (Relgion), 202, 204–8.
2. ↑  Cunliffe 1997, p. 184.
3. 1 2  Monaghan 2004, pp. 296-297.
4. 1 2  Olmsted 1994, p. 117.
5. ↑  Ross, p. 103.
6. ↑  Cesare, VI, 14.
7. ↑  Cesare, I, 29.
8. ↑   Piggott S, Il mistero dei Druidi, sacri maghi dell'antichità, Roma, Newton Compton, 1998  [1968],  pp. 79, 81-83, 87-88, ISBN 978-88-8289-033-9.
9. ↑  Le Roux-Guyonvarc'h 1986, p. 420 e s.
10. ↑  (EN) O'Rahilly TF, Early Irish History and Mythology, Dublin Institute for Advanced Studies, 1984, ISBN 0-901282-29-4.
11. ↑  (EN) Green M, Exploring the world of the druids, Thames & Hudson, 2005,  p. 24, ISBN 0-500-28571-3.
12. ↑  (EN) Dunning R, The Encyclopedia of World Mythology, Parragon, 1999, ISBN 0-7525-8444-8.
13. ↑  Cunliffe 1997, p. 183.
14. 1 2  Delamarre 2003, v.si articoli dunon e lugus.
15. ↑  Green 1986, pp. 19-21.
16. ↑  Duval 1993, pp. 94-98.
17. ↑  Cesare, VI, 16.
18. 1 2  Cesare, VI, 17.
19. ↑  Ross 1972, p. 208.
20. ↑  (EN) Kondratiev A, Lugus: the Many-Gifted Lord, su An Tríbhís Mhór: The IMBAS Journal of Celtic Reconstructionism #1, 1997.
21. 1 2  MacBain, pp. 69-75.
22. ↑  de Vries, pp. 40-56.
23. ↑  (EN) Olmsted GS, The Gundestrup version of Táin Bó Cuailnge, in Antiquity, vol. 50, 1976,  pp. 95-103, DOI:10.1017/S0003598X00070836.
24. ↑  (EN) Chadwick N, The Celts, Pelican Books, 1970.
25. ↑  (EN) Powell TGE, The Celts, Thames & Hudson, 1958.
26. 1 2  Delamarre 2003.
27. ↑  Sterckx 1986, p. 10.
28. ↑  Delamarre 2003, p. 134.
29. ↑  Duval 1993, p. 88.
30. ↑  Grenier 1994, p. 298.
31. ↑  Green 1986, p. 15.
32. ↑  Le Roux-Guyonvarc'h 1986, p. 411.
33. ↑  Le Roux-Guyonvarc'h 1986, pp. 391-392.
34. ↑  Green 1986, pp. 31-34.
35. ↑  Kruta, p. 622.
36. ↑  Le Roux-Guyonvarc'h 1986, p. 379.
37. ↑  Cesare, IV, 33.
38. ↑  Diodoro Siculo, V, 29.
39. ↑  Diodoro Siculo, V, 28.
40. ↑  (FR) Sergent B, Les troupes de jeunes gens et l'expansion indo-européenne, in Dialogues d'histoire ancienne, vol. 29, 2003,  pp. 9-27.
41. ↑  (EN) Ó Cróinín D, Early Medieval Ireland, Longman, 1995,  p. 88.
42. ↑  (EN) Patterson N, Cattle Lords and Clansmen: the Social Structure of Early Ireland, University of Notre Dame Press, 1994,  pp. 122-123.
43. ↑  (EN) Nagy JF, The Wisdom of the Outlaw: The Boyhood Deeds of Finn in Gaelic Narrative Tradition, University of California Press, 1985.
44. ↑  (EN) Hayes O'Grady S (a cura di), The Panegyric of Cormac mac Airt, Silva Gadelica, 1892.
45. ↑  Le Roux-Guyonvarc'h 2000, p. 8.
46. 1 2  Sterckx 1992, p. 403.
47. ↑  Sterckx 1994, p. 10.
48. ↑  Le Roux-Guyonvarc'h 2000, p. 76.
49. ↑  Sterckx 1992, p. 410.
50. ↑  Sterckx 2014.
51. ↑  Sterckx 1992, p. 404.
52. ↑  Le Roux-Guyonvarc'h 2000, p. 89.
53. ↑  V.si  Dumézil G, Mythe et Épopée, Gallimard, 1995, ISBN 2-07-073656-3. e  Dumézil G, Esquisses de mythologie, Gallimard, 2003, ISBN 2-07-076839-2.
54. ↑  Cesare, VI, 13.
55. ↑  Le Roux-Guyonvarc'h 1986, p. 113.
56. ↑  Jouët 2007, p. 239.
57. ↑  Jouët 2007, p. 124.
58. ↑  Jouët 2007, p. 113 e s.
59. ↑  Jouët 2007, p. 128.

### Fonti
- (LA) Cesare, Commentarii de bello Gallico.
- (GRC) Diodoro Siculo, Bibliotheca historica.
- (CY) Mabinogion.
- (GA) Táin Bó Cúailnge.

### Studi
- Agrati G. e Magini M.L. (a cura di), I racconti gallesi del “Mabinogion” [Mabinogion], Milano, Mondadori, 1982.
- Cataldi M. (a cura di), La grande razzia [Táin Bó Cúailnge], 6ª ed., Milano, Adelphi, 1996.
- Agrati G. e Magini L., La saga irlandese di Cu Chulainn, Mondadori, 1982.
- Agrati G. e Magini L., Saghe e racconti dell'antica Irlanda, Mondadori, 1993.
- Berti G., Il sogno di Oengus, Lo Scarabeo, 1991.
- Berti G., Miti dei Celti d'Irlanda, Lo Scarabeo, 1994.
- Cataldi M., Antiche storie e fiabe irlandesi, Torino, 1985.
- (EN) Cunliffe B., The Ancient Celts, Oxford University Press, 1997, ISBN 0-19-815010-5.
- (FR) Delamarre X., Dictionnaire de la langue gauloise, 2ª ed., Editions Errance, 2003, ISBN 2-87772-237-6.
- (FR) Duval P.M., Les Dieux de la Gaule, Payot, 1993, ISBN 2-228-88621-1.
- Giusti G., Antiche liriche irlandesi, Salerno Editrice, 1991.
- (EN) Green M., The Gods of the Celts, Sutton Publishing, 1986, ISBN 0-7509-1581-1.
- (FR) Grenier A., Les Gaulois, Payot, 1994  [1970], ISBN 2-228-88838-9.
- Gregory A., Dei e guerrieri d'Irlanda, Studio Tesi, 1991.
- (FR) Jouët P., Aux sources de la mythologie celtique, Yoran embanner, 2007, ISBN 2-914855-37-0.
- (FR) Kruta V., Les Celtes. Histoire et dictionnaire. Des origines à la romanisation et au christianisme, Parigi, Laffont, 2000.
- (FR) Le Roux F. e Guyonvarc'h C.J., La légende de la ville d'Is, Éditions Ouest-France, 2000, ISBN 978-2-7373-1413-1.
- (FR) Le Roux F. e Guyonvarc'h C.J., La Civilisation celtique, Rennes, Ouest-France Université, 1990, ISBN 2-7373-0297-8.
- (FR) Le Roux F. e Guyonvarc'h C.J., Les Druides, Rennes, Ouest-France Université, 1986, ISBN 2-85882-920-9.
- (EN) MacBain A., Celtic Mythology and Religion, Folcroft Library Editions, 1976, ISBN 0-8414-6043-4.
- (EN) Monaghan P., The Encyclopedia of Celtic Mythology and Folklore, Infobase Publishing, 2004.
- (EN) Olmsted G., The Gods of the Celts and the Indo-Europeans, University of Innsbruck Press, 1994.
- Rolleston T.W., I miti celti, Longanesi, 1994  [1911].
- (EN) Ross A., The Pagan Celts, John Jones Pub, 1998, ISBN 978-1-871083-61-3.
- (EN) Ross A., Everyday Life of the Pagan Celts, Carousel Books, 1972, ISBN 0-552-54021-8.
- (FR) Sterckx C., Mythologie du monde celte, Marabout, 2014, ISBN 978-2-501-09717-8.
- (FR) Sterckx C., De Fionntan au Tadig Kozh : figures mythiques d'Irlande et de Bretagne, in Irlande et Bretagne : vingt siècles d'histoire : actes du colloque de Rennes (29-31 mars 1993), Terre de Brume, 1994, ISBN 978-2-501-09717-8.
- (FR) Sterckx C., Débris mythologiques en Basse-Bretagne, in Mélanges offerts à la mémoire de Léon Fleuriot : Bretagne et pays celtiques : langues, histoire, civilisation, Skol, 1992, ISBN 2-86847-062-9.
- (FR) Sterckx C., Éléments de cosmogonie celtique, éditions de l’Université de Bruxelles, 1986, ISBN 2-86847-062-9.